# Ringer-Junioreneuropameisterschaften 2013
Die Ringer-Junioreneuropameisterschaften 2013 fanden Anfang Juli 2013 in Skopje, Mazedonien statt.

## Junioren, griechisch-römisch

### Ergebnisse
| Klasse  | Gold              | Silber            | Bronze                              |
| ------- | ----------------- | ----------------- | ----------------------------------- |
| -50 kg  | Jewgeni Udinski   | Irakli Schawadse  | Ramiz Mammadow Tony Brala           |
| -55 kg  | Sakit Qulijew     | Alexandru Biciu   | Igor Belijak Aram Akopjan           |
| -60 kg  | Artur Suleimanow  | Elman Muchtarow   | Daniel Cataraga Deniz Menekse       |
| -66 kg  | Mateusz Bernatek  | Artjom Surkow     | Ruchin Michailow Mate Nemeš         |
| -74 kg  | Karapet Tschaljan | Adlan Akijew      | Lascha Gobadse Petru Sevciuc        |
| -84 kg  | Denis Kudla       | Dorin Parvan      | Orchan Nurijew Robert Kobliaschwili |
| -96 kg  | Musa Ewlojew      | Zsolt Török       | Kukuri Kirtschaila Romas Fridrikas  |
| -120 kg | Iakob Kadschaia   | Mantas Knystautas | Tiberiu Barbazan Sergei Semenow     |

### Medaillenspiegel
| Rang | Land          | Gold | Silber | Bronze |
| ---- | ------------- | ---- | ------ | ------ |
| 1    | Russland      | 2    | 2      | 2      |
| 2    | Georgien      | 1    | 1      | 3      |
| 2    | Aserbaidschan | 1    | 1      | 3      |
| 4    | Deutschland   | 1    | 0      | 1      |
| 5    | Armenien      | 1    | 0      | 0      |
| 5    | Ukraine       | 1    | 0      | 0      |
| 5    | Polen         | 1    | 0      | 0      |
| 8    | Moldau        | 0    | 1      | 2      |
| 9    | Rumänien      | 0    | 1      | 1      |
| 9    | Litauen       | 0    | 1      | 1      |
| 11   | Ungarn        | 0    | 1      | 0      |
| 12   | Belarus       | 0    | 0      | 1      |
| 12   | Serbien       | 0    | 0      | 1      |
| 12   | Kroatien      | 0    | 0      | 1      |

## Junioren, freier Stil

### Ergebnisse
| Klasse  | Gold                     | Silber                 | Bronze                                |
| ------- | ------------------------ | ---------------------- | ------------------------------------- |
| -50 kg  | Suleyman Atli            | Ruslan Gasimow         | Aryjan Tiutrin Dimtschik Rintschigow  |
| -55 kg  | Ruslan Surchajew         | Nebi Uzun              | Stepan Sorkomow Artak Howhannisjan    |
| -60 kg  | Georgi Kalijew           | Achmednabi Gwarzatilow | Wiktor Stepanow Georgi Wangelow       |
| -66 kg  | Selahattin Kılıçsallayan | Gadschimurad Omarow    | Dawid Buziaschwili Aren Alekjan       |
| -74 kg  | Chabib Batyrow           | Bachtijar Israfilli    | Lascha Gigaschwili Zelimkhan Khadjiev |
| -84 kg  | Walijew Wladislaw        | Alexander Huschtyn     | Erik Thiele Schamir Atjan             |
| -96 kg  | Ali Bonceoglu            | Murazi Mtschelidse     | Wiktor Kazischwili Wlad Caras         |
| -120 kg | Geno Patriaschwili       | Andrij Wlasow          | Əli Məhəmmədəbirov Marian Todorow     |

### Medaillenspiegel
| Rang | Land          | Gold | Silber | Bronze |
| ---- | ------------- | ---- | ------ | ------ |
| 1    | Türkei        | 3    | 1      | 0      |
| 2    | Russland      | 2    | 0      | 3      |
| 3    | Aserbaidschan | 1    | 4      | 1      |
| 4    | Belarus       | 1    | 1      | 1      |
| 5    | Georgien      | 1    | 0      | 2      |
| 6    | Ukraine       | 0    | 2      | 0      |
| 7    | Armenien      | 0    | 0      | 4      |
| 8    | Bulgarien     | 0    | 0      | 2      |
| 9    | Deutschland   | 0    | 0      | 1      |
| 9    | Rumänien      | 0    | 0      | 1      |
| 9    | Frankreich    | 0    | 0      | 1      |

## Juniorinnen, freier Stil

### Ergebnisse
| Klasse | Gold               | Silber              | Bronze                                |
| ------ | ------------------ | ------------------- | ------------------------------------- |
| -44 kg | Miglena Selischka  | Emilia Budeanu      | Fatima Sidakowa Evin Demirhan         |
| -48 kg | Ilona Semkiw       | Eliza Jankowa       | Alina Vuc Katrin Henke                |
| -51 kg | Patimat Bagomedowa | Stalwira Orschusch  | Lilija Horischna Nina Hemmer          |
| -55 kg | Larissa Skobljuk   | Ewelina Nikolowa    | Olga Choroschawzewa Natalja Kauzunowa |
| -59 kg | Petra Olli         | Katarzyna Madrowska | Oksana Herhel Antschela Titenko       |
| -63 kg | Buse Tosun         | Therese Persson     | Nadine Weinauge Antschela Fomenko     |
| -67 kg | Swetlana Lipatowa  | Danutė Domikaitytė  | Moa Nygren Dschanan Manolowa          |
| -72 kg | Sabira Alijewa     | Zsanett Németh      | Ljudmila Tychyna Tatjana Morozowa     |

### Medaillenspiegel
| Rang | Land          | Gold | Silber | Bronze |
| ---- | ------------- | ---- | ------ | ------ |
| 1    | Ukraine       | 2    | 0      | 3      |
| 2    | Aserbaidschan | 2    | 0      | 0      |
| 3    | Bulgarien     | 1    | 2      | 1      |
| 4    | Russland      | 1    | 1      | 4      |
| 5    | Türkei        | 1    | 0      | 1      |
| 6    | Finnland      | 1    | 0      | 0      |
| 7    | Schweden      | 0    | 1      | 1      |
| 8    | Polen         | 0    | 1      | 0      |
| 8    | Ungarn        | 0    | 1      | 0      |
| 8    | Litauen       | 0    | 1      | 0      |
| 8    | Moldau        | 0    | 1      | 0      |
| 12   | Deutschland   | 0    | 0      | 3      |
| 13   | Belarus       | 0    | 0      | 2      |
| 14   | Rumänien      | 0    | 0      | 1      |